# Krali Marko
Krali Marko (bulgariska: Крали Марко) är ett distrikt i Bulgarien.   Det ligger i kommunen Obsjtina Pazardzjik och regionen Pazardzjik, i den centrala delen av landet, 100 km sydost om huvudstaden Sofia.
Trakten runt Krali Marko består till största delen av jordbruksmark. Runt Krali Marko är det ganska tätbefolkat, med 199 invånare per kvadratkilometer.